# NGC 2734
NGC 2734 je galaksija u zviježđu Raku.

## Vanjske poveznice
- SEDS: NGC 2734